# ФК Слобода
Слобода Тузла (на хърватски и босненски: Fudbalski klub Sloboda) е босненски футболен клуб от град Тузла. Основан е през 1919 г. под името „Горки“ в чест на руския писател Максим Горки. Домакинските си мачове отборът провежда на „Тушан“ в Тузла с капацитет 10 000 зрители. Участва във Висшата лига на Босна и Херцеговина.

## Клубни успехи
- Висша лига на Босна и Херцеговина:
  -  Второ място (1): 2016
  -  Трето място (2): 1996, 2009
- Купа на Босна и Херцеговина:
  -  Финалист (5): 1996, 2000, 2008, 2009, 2016

## Известни играчи
- Саид Хусейнович
- Мерсудин Ахметович
- Фахрудин Омерович
- Риза Мешкович
- Мирсад Ковачевич

## Участия в еврохейските клубни турнири
| Сезон   | Турнир         | Кръг   | Съперник                                | Домаакин | Гост | Общ резултат   |  |
| ------- | -------------- | ------ | --------------------------------------- | -------- | ---- | -------------- |  |
| 1977/78 | Купа на УЕФА   | 1 кръг | Лас Палмас (Лас Палмас де Гран Канария) | 4:3      | 0:5  | 4:8            |  |
| 2003    | Купа Интертото | 1 кръг | Акурейри                                | 1:1      | 1:1  | 1:1 (3:2 дуз.) |  |
| 2003    | Купа Интертото | 2 кръг | Лиерс                                   | 1:0      | 1:5  | 2:5            |  |
| 2004    | Купа Интертото | 1 кръг | Публикум (Целе)                         | 1:0      | 1:2  | 2:2            |  |
| 2004    | Купа Интертото | 2 кръг | Спартак (Търнава)                       | 0:1      | 1:2  | 1:3            |  |
| 2016/17 | Лига Европа    | 1 кръг | Бейтар (Йерусалим)                      | 0:0      | 0:1  | 0:1            |  |